# Escuela Normal Rural de Ayotzinapa
La Escuela Normal Rural Raúl Isidro Burgos ―conocida como Escuela Normal Rural de Ayotzinapa― es una institución educativa de nivel superior para varones que se encuentra en la población de Ayotzinapa, una aldea de 84 habitantes en el estado de Guerrero (México). Forma parte del sistema de escuelas normales rurales concebidas como parte de un ambicioso plan de masificación educativa implementado por el estado mexicano en la década de 1920, como iniciativa de José Vasconcelos el fundador y primer secretario de la Secretaría de Educación Pública (SEP). El proyecto de las escuelas normales rurales tuvo un fuerte componente de transformación social, por lo que ha sido considerado como semillero de movimientos sociales, lo que le ha generado contraposición con ciertos grupos del gobierno. 
Tras los hechos suscitados en 2014, la escuela adquirió notoriedad internacional tras la «desaparición» de 43 de sus estudiantes en manos de autoridades mexicanas y el crimen organizado.

## Oferta educativa
La Escuela Normal Rural Isidro Burgos ofrece formación a estudiantes que deseen convertirse en profesores de educación primaria rural, de acuerdo con las normas educativas que rigen en el estado de Guerrero y en México. Según un diagnóstico realizado por la Secretaría de Educación del Estado de Guerrero, en Ayotzinapa había 532 estudiantes, todos de género masculino, atendidos por 39 profesores y 6 trabajadores de apoyo técnico.
Los estudiantes son principalmente hijos de familias pobres de La Montaña, la Costa Chica y el centro del estado de Guerrero, zonas donde se encuentran algunas de localidades con más bajos índices de desarrollo humano en México y con una elevada tasa de analfabetismo.

## Historia
La Normal Rural de Ayotzinapa fue fundada en 1926 por los profesores Rodolfo A. Bonilla y Raúl Isidro Burgos, por disposición de la Secretaría de Educación Pública (SEP), que por aquel tiempo estaba bajo la dirección de Moisés Sáenz (1888-1941). Las normales rurales estaban basadas en la idea de llevar la educación al pueblo, idea que con José Vasconcelos Calderón (1882-1959) se materializó en las misiones culturales. La política educativa del México posrevolucionario perseveró en masificar la educación, y uno de los puntos centrales era la formación de profesores, pues en México no había los suficientes recursos humanos para el proyecto. De esta manera, las normales rurales como la de Ayotzinapa nacieron alineadas con la concepción de la educación como un derecho popular.
Salvo entre 1934 y 1940 ―el período presidencial de Lázaro Cárdenas del Río (1895-1970)―, las normales rurales han enfrentado graves dificultades para su supervivencia. Al inicio, porque el gobierno federal no tenía recursos para sostener financieramente a las escuelas normales regionales. Después del cardenismo, porque la hostilidad contra estas instituciones por parte de los gobiernos federales y estatales ha ido en aumento. Durante el período de Cárdenas, las normales rurales incorporaron la idea de la educación socialista en su currículum académico, que aún sostiene la de Ayotzinapa.[cita requerida]
La Normal Rural de Ayotzinapa ha estado en constante tensión con el gobierno mexicano. En 1941, el gobierno de Manuel Ávila Camacho divulgó la mentira de que los estudiantes normalistas habían agraviado a la bandera nacional, al sustituirla por la bandera rojinegra de la huelga estudiantil. Varios estudiantes fueron apresados bajo cargos de sedición, asociación delictuosa y otros similares; las autoridades escolares fueron cesadas y el proyecto educativo fue reformado, separando la formación agropecuaria de la educación normal.[cita requerida]
Hasta 2014, la Escuela Normal de Ayotzinapa es reconocida por haber sido el sitio donde se formaron personajes como Lucio Cabañas Barrientos y Genaro Vázquez Rojas, que encabezaron dos importantes movimientos guerrilleros en México durante el siglo XX.[cita requerida]
Cabañas Barrientos fue líder del Partido de los Pobres, organización guerrillera con una notable presencia en el sureste de Guerrero, donde contaba con una base social importante. Fue además secretario general de la Federación de Estudiantes Campesinos Socialistas de México (FECSM), la organización estudiantil más antigua de ese país, con una tendencia política de izquierda marxista. Al terminar su formación como profesor en Ayotzinapa, Cabañas fue asignado como profesor en el pueblo de Mexcaltepec (Atoyac de Álvarez), y ahí comenzó a organizar las bases de su movimiento de izquierda radical al final de la década de 1960. Cabañas murió en una emboscada que le tendió el Ejército durante la llamada Guerra sucia en México.[cita requerida]
La actividad política de Genaro Vázquez Rojas se intensificó hacia el final de la década de 1950, como dirigente de la opositora Asociación Cívica Guerrerense. Dada su oposición al régimen, fue encarcelado en 1960 bajo los cargos de injurias y asociación delictuosa, y estuvo en la cárcel de Lecumberri hasta 1968. Después de su liberación, pasó a la clandestinidad dirigiendo a la Asociación Cívica Nacional Revolucionaria. Vázquez murió en un accidente en el estado de Jalisco.[cita requerida]
Como consecuencia, la normal rural de Ayotzinapa es considerada como un auténtico «semillero» de guerrilleros. Los estudiantes de la normal han seguido organizados, manteniendo viva a la FECSM. En 2007, el gobierno perredista de Zeferino Torreblanca en Guerrero intentó reformar la organización institucional, con el argumento de que no había fondos para seguir sosteniendo el internado de los estudiantes y que era necesaria la readecuación de la currícula. Los estudiantes se movilizaron, realizando bloqueos y manifestaciones en Chilpancingo de los Bravo, que es la capital guerrerense, causando daños a la infraestructura y propiedad privada de los habitantes. Luego de un largo conflicto entre los estudiantes y la Secretaría de Educación del Estado de Guerrero, esta se desistió de realizar la totalidad de las reformas.
Cada año, los estudiantes de Ayotzinapa se trasladan a Chilpancingo para solicitar, mediante manifestaciones y bloqueos viales, la atención a su pliego petitorio. Entre otras cosas, se pide la renovación de las instalaciones y la revisión del monto asignado a la dieta de los estudiantes internados (que en 2011 era de 35 pesos mexicanos, alrededor de 2.5 dólares al tipo de cambio vigente en 2011).[cita requerida]

### Conflicto de Ayotzinapa (2011)
El 12 de diciembre de 2011, los estudiantes de la escuela bloquearon la Autopista del Sol a la altura del Parador del Marqués. Al lugar se presentaron las Policías Federal y Estatal para realizar un desalojo. Al acercarse la policía federal a los manifestantes, dos de ellos incendiaron las bombas de gasolina de una estación cercana. Un empleado de la estación sufrió serias quemaduras al recibir el impacto de una explosión al cerrar las válvulas de seguridad, el empleado moriría a consecuencia de sus heridas días después. El enfrentamiento con la policía federal y estatal causó también la muerte de Jorge Alexis Herrera Pino y Gabriel Echeverría de Jesús. Esto generó nuevas movilizaciones estudiantiles en Chilpancingo y la Ciudad de México, apoyadas por organizaciones no gubernamentales de defensa de los derechos humanos, que solicitaron un juicio político a Ángel Aguirre Rivero, gobernador del estado de extracción perredista.
El procurador del estado presentó su renuncia al cargo días después de los hechos y señaló que la escena del asesinato de los jóvenes estudiantes se modificó por descuido. Aguirre Rivero ofreció además 50 puestos de base para egresados de Ayotzinapa en las escuelas primarias del estado. El Congreso de la Unión creó una comisión especial para investigar los hechos.[cita requerida]

### Asesinato y desaparición de estudiantes de Ayotzinapa (2014)

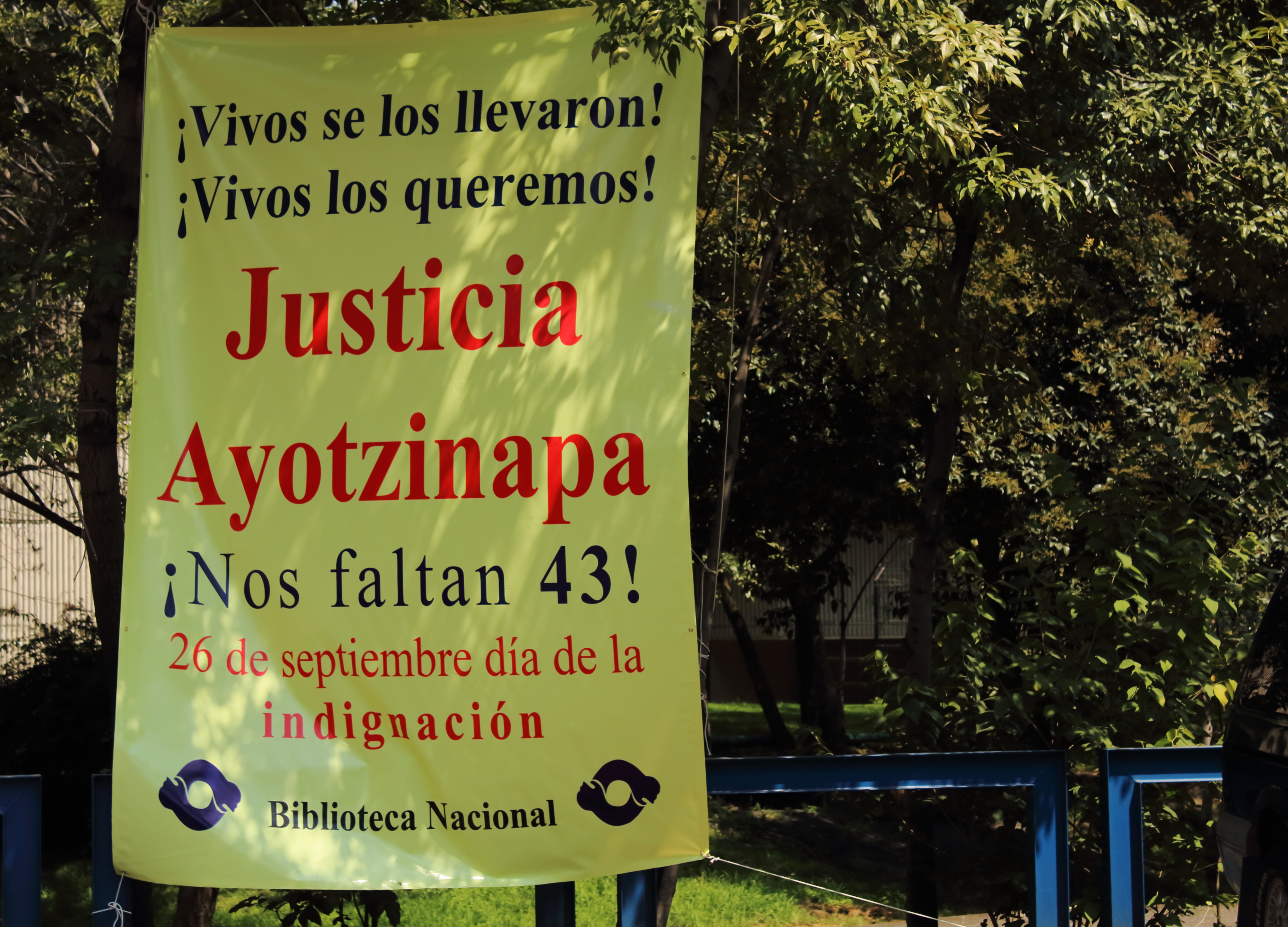
Pancarta en la Biblioteca Nacional de México pidiendo justicia por el caso de desaparición forzada en Ayotzinapa, Guerrero.

La noche del 26 de septiembre de 2014, un grupo de estudiantes de esta institución, con el fin de participar en las manifestaciones del 2 de octubre de 2014 (véase masacre de Tlatelolco) en la Ciudad de México, habían retenido autobuses y habían robado combustible durante una semana, para concentrarlos en la escuela. El día 22 de septiembre, las fuerzas de policía federal y estatal impidieron que los estudiantes robasen combustible en la Autopista del Sol, que conduce a Acapulco. Los días 25 y 26 de septiembre los estudiantes habían ido a Chilpancingo en dos autobuses, de los que previamente se habían apoderado, e intentaron apropiarse de otros vehículos, pero la policía local los detuvo sin incurrir en arrestos ni confiscar las unidades en que iban. Presuntamente, elementos de la policía municipal de Iguala de la mano de presuntos miembros de la organización criminal Guerreros Unidos, atacaron al grupo de estudiantes por órdenes de José Luis Abarca Velázquez, alcalde de Iguala en funciones. El hecho culminó con la desaparición de 43 estudiantes, un total de 6 muertos (entre estudiantes y otros civiles) y 25 heridos. 
Numerosos organismos internacionales y de derechos humanos han exigido al Estado Mexicano una investigación profunda y el castigo de los autores materiales e intelectuales de este crimen.
El 9 de octubre de 2014, el grupo guerrillero Ejército Revolucionario del Pueblo Insurgente (ERPI) anunció la creación de la «Brigada de Ajusticiamiento 26 de septiembre» y declaró la guerra a la banda terrorista Guerreros Unidos, por el asesinato de los estudiantes.[cita requerida]
El 27 de enero de 2015, la PGR notificó del avance de las investigaciones de la desaparición, aclarando que era prácticamente un hecho que el grupo Guerreros Unidos, vinculado al entonces alcalde del PRD en Iguala, José Luis Abarca, había secuestrado, asesinado, incinerado a los 43 normalistas y había esparcido las cenizas en un río. De acuerdo con la versión oficial, la banda terrorista Los Rojos ―antagónica de Guerreros Unidos― junto con el director de la escuela normal, había alentado o apoyado a los estudiantes a la manifestación en contra del alcalde de Iguala.

## Acontecimientos posteriores
Tras los eventos del 26 al 27 de septiembre, la escuela no ha logrado hasta el 22 de septiembre de 2015 reanudar clases. Las instalaciones se encuentran ocupadas por familiares de los estudiantes desaparecidos. Asimismo la demanda de solicitudes para ingresar a la escuela normal rural de Ayotzinapa descendió a más de la mitad, pues por miedo, los padres impiden a los hijos solicitar ingreso en la institución.